# Victoria Forest Park
Victoria Forest Park ist ein Waldschutzgebiet in der Region West Coast im Norden der Südinsel Neuseelands. Mit 206.000 Hektar ist er der größte Forest Park des Landes.

## Geografie und Geologie
Auf dem Gebiet des Parkes liegen zwei ausgedehnte Gebirgsketten, die Victoria Range im Osten und die Brunner Range im Westen. Die Gebirgsketten bestehen aus stark gefaltetem und von Störungen durchzogener Grauwacke und Tonschiefer, die bei Reefton goldführenden Quarz enthalten.
Das Gebiet wird vom Inangahua River im Westen und vom Maruia River entwässert, die beide in den nördlich des Parks verlaufenden Buller River münden. Der Upper Grey River verläuft am Südrand des Parks.
Der Park ist von mehreren Highways umgeben, die allerdings im Ausbauzustand einer deutschen Bundesstraße entsprechen. Im Osten verläuft der State Highway 65, im Norden ein Abschnitt des State Highway 6, im Westen der State Highway 69 und der State Highway 7, der von Reefton bis Springs Junction den Park durchschneidet.
Im Park selbst gibt es ein Netz von Wegen, die oft in der zeit der bergbaulichen Nutzung der Gegend angelegt wurden. Das Gelände des Parks ist weitgehend unbewohnter Wald.

## Flora und Fauna
Der Wald wird durch Rotbuche und mehrere Arten Scheinbuchen, darunter Silberne Scheinbuche, Bergbuche (Nothofagus solandri var. solandri), Schwarzbuche (Nothofagus solandri var. cliffortioides) und Hartbuche (Nothofagus truncata) dominiert.
Die Vogelwelt umfasst unter anderem Tui Korimako (Anthornis melanura), Maorischnäpper, Kaka und Papageien sowie den Haastkiwi.

## Geschichte
In der Gegend war nur wenig von den Māori besiedelt. Der erste europäische Siedler 1861, der sich dauerhaft hier niederließ, war der Farmer Samuel Mackley.
1870 später begann man in dem Gebiet südlich von Reefton goldhaltigen Quarz abzubauen. In den ersten 18 Monaten wurden 50 Minen registriert. Die größte der Minen war die bis 1951 betriebene Mine Waiuta. Reefton erlebte dadurch ein starkes Wachstum, da für den Bergbau Lebensmittel, Holz und Kohle benötigt wurden. Reefton wurde 1872 an das Telegraphennetz angeschlossen und war 1888 der erste Ort Neuseelands mit elektrischer Straßenbeleuchtung.
Ein durch Ocean Gold Ltd. betriebenes Goldbergwerk befindet sich östlich von Reefton. Auch Kohle wird weiter abgebaut.

## Tourismus
Der Park wird zum Goldwaschen, Bergsteigen, Jagd. Mountain Bikefahren, Ausflüge mit Allradfahrzeugen und Wandern genutzt. Die Wanderwege reichen von kurzen Ausflügen bis zu mehrtägigen Wanderungen. Mehrere kleine Hütten im Park bieten Unterkunft.
In dem Gebiet befinden sich Überreste der früheren Bergbauaktivitäten.